# هاو (تگزاس)
هاو، تگزاس(به انگلیسی: Howe, Texas) شهری در ایالت تگزاس از ایالات جنوبی ایالات متحده آمریکا است. در سرشماری سال ۲۰۰۰، جمعیت این شهر ۲۴۷۸ نفر اعلام شد.